# Erik Koch
Erik Jon Koch (nacido el 4 de octubre de 1988) es un artista marcial mixto estadounidense que actualmente compite en la categoría de peso ligero en Ultimate Fighting Championship.

## Carrera en artes marciales mixtas

### Ultimate Fighting Championship
Koch se enfrentó a Raphael Assunção en UFC 128, en sustitución del lesionado Manvel Gamburyan. Koch ganó la pelea por nocaut en la primera ronda, ganando el premio al KO de la Noche.
Su segunda pelea sería frente al ganador del The Ultimate Fighter 12 Jonathan Brookins el 17 de septiembre de 2011 en UFC Fight Night 25. Él ganó la pelea por decisión unánime.
Tras 16 meses sin pelear, Koch se enfrentó a Ricardo Lamas el 26 de enero de 2013 en UFC on Fox 6. Él perdió por nocaut técnico en el segundo round.
Koch se enfrentó a Dustin Poirier el 31 de agosto de 2013 en UFC 164. Poirier derrotó a Koch por decisión unánime.

#### Retorno al peso ligero
Koch regresó al peso ligero donde se enfrentó a Rafaello Oliveira el 22 de febrero de 2014 en UFC 170. Koch ganó la pelea por nocaut técnico en la primera ronda.
Koch se enfrentó a Daron Cruickshank el 10 de mayo de 2014 en UFC Fight Night 40. Koch perdió la pelea por nocaut técnico en la primera ronda.
Tras dos años de ausencia, Koch volvió y se enfrentó a Shane Campbell en UFC Fight Night 88. Koch ganó la pelea por sumisión en la segunda ronda.

## Vida personal
Koch se inscribió a clases de Taekwondo a la edad de cuatro años despertando su interés por las AMM. Con la ayuda de su hermano mayor, Keoni, a quien ayuda a dirigir un gimnasio de AMM en Eastern Iowa con Dave Sherzer. Koch más tarde abandonó la Escuela de Secundaría de Washington para seguir una carrera profesional en artes marciales mixtas.

## Campeonatos y logros
- Ultimate Fighting Championship
  - KO de la Noche (Una vez)

- World Extreme Cagefighting
  - KO de la Noche (Una vez)

- Mainstream MMA
  - Campeón de Peso Ligero (2008)

- Midwest Cage Championship
  - Campeón del Torneo de Peso Pluma de MCC 20

## Récord en artes marciales mixtas
| Resultado | Récord | Oponente          | Método                             | Evento                                   | Fecha                    | Ronda | Tiempo | Localización              | Notas                                                |
| --------- | ------ | ----------------- | ---------------------------------- | ---------------------------------------- | ------------------------ | ----- | ------ | ------------------------- | ---------------------------------------------------- |
| Victoria  | 16–6   | Kyle Stewart      | Decisión (unánime)                 | UFC 240                                  | 27 de julio de 2019      | 3     | 5:00   | Edmonton, Alberta         |                                                      |
| Derrota   | 15–6   | Bobby Green       | Decisión (unánime)                 | UFC on Fox: Jacaré vs. Brunson 2         | 27 de enero de 2018      | 3     | 5:00   | Charlotte, North Carolina |                                                      |
| Derrota   | 15–5   | Clay Guida        | Decisión (unánime)                 | UFC Fight Night: Chiesa vs. Lee          | 25 de junio de 2017      | 3     | 5:00   | Oklahoma City, Oklahoma   |                                                      |
| Victoria  | 15–4   | Shane Campbell    | Sumisión (rear-naked choke)        | UFC Fight Night: Almeida vs. Garbrandt   | 29 de mayo de 2016       | 2     | 3:02   | Las Vegas, Nevada         |                                                      |
| Derrota   | 14–4   | Daron Cruickshank | TKO (patada a la cabeza y codazos) | UFC Fight Night: Brown vs. Silva         | 10 de mayo de 2014       | 1     | 3:21   | Cincinnati, Ohio          |                                                      |
| Victoria  | 14–3   | Rafaello Oliveira | TKO (golpes)                       | UFC 170                                  | 22 de febrero de 2014    | 1     | 1:24   | Las Vegas, Nevada         | Retorno al Peso Ligero.                              |
| Derrota   | 13–3   | Dustin Poirier    | Decisión (unánime)                 | UFC 164                                  | 31 de agosto de 2013     | 3     | 5:00   | Milwaukee, Wisconsin      |                                                      |
| Derrota   | 13–2   | Ricardo Lamas     | TKO (codazos y golpes)             | UFC on Fox: Johnson vs. Dodson           | 26 de enero de 2013      | 2     | 2:32   | Chicago, Illinois         |                                                      |
| Victoria  | 13–1   | Jonathan Brookins | Decisión (unánime)                 | UFC Fight Night: Shields vs. Ellenberger | 17 de septiembre de 2011 | 3     | 5:00   | Nueva Orleans, Louisiana  |                                                      |
| Victoria  | 12–1   | Raphael Assunção  | KO (golpe)                         | UFC 128                                  | 19 de marzo de 2011      | 1     | 2:32   | Newark, Nueva Jersey      | KO de la Noche.                                      |
| Victoria  | 11–1   | Francisco Rivera  | TKO (patada a la cabeza y golpes)  | WEC 52                                   | 11 de noviembre de 2010  | 1     | 1:36   | Las Vegas, Nevada         | KO de la Noche.                                      |
| Victoria  | 10–1   | Bendy Casimir     | Sumisión (triangle choke)          | WEC 49                                   | 20 de junio de 2010      | 1     | 3:01   | Edmonton                  |                                                      |
| Derrota   | 9–1    | Chad Mendes       | Decisión (unánime)                 | WEC 47                                   | 6 de marzo de 2010       | 3     | 5:00   | Columbus, Ohio            |                                                      |
| Victoria  | 9–0    | Jameel Massouh    | Decisión (unánime)                 | WEC 45                                   | 19 de diciembre de 2009  | 3     | 5:00   | Las Vegas, Nevada         |                                                      |
| Victoria  | 8–0    | Tom Ahrens        | Sumisión (rear-naked choke)        | Midwest Cage Championships 20            | 17 de abril de 2009      | 2     | 3:13   | West Des Moines, Iowa     | Ganó el Torneo de Peso Pluma de MCC 20.              |
| Victoria  | 7–0    | Will Shutt        | Sumisión (rear-naked choke)        | Midwest Cage Championships 20            | 17 de abril de 2009      | 2     | 3:33   | West Des Moines, Iowa     |                                                      |
| Victoria  | 6–0    | Joe Pearson       | Sumisión (triangle choke)          | Mainstream MMA 9: New Era                | 8 de abril de 2008       | 1     | 3:00   | Cedar Rapids, Iowa        | Ganó el Campeonato de Peso Ligero de Mainstream MMA. |
| Victoria  | 5–0    | Eric Wisely       | Decisión (unánime)                 | Mainstream MMA 7: Vengeance              | 20 de octubre de 2007    | 3     | 5:00   | Cedar Rapids, Iowa        |                                                      |
| Victoria  | 4–0    | TJ O'Brien        | Sumisión (armbar)                  | Mainstream MMA 6: Evolution              | 14 de julio de 2007      | 1     | 0:42   | Dubuque, Iowa             |                                                      |
| Victoria  | 3–0    | Tyler Combs       | TKO (golpes)                       | Xtreme Fighting Organization 17          | 2 de junio de 2007       | 1     | 2:37   | Crystal Lake, Illinois    |                                                      |
| Victoria  | 2–0    | Micah Washington  | Sumisión (armbar)                  | Mainstream MMA 5: Heavy Duty             | 10 de febrero de 2007    | 1     |        | Cedar Rapids, Iowa        |                                                      |
| Victoria  | 1–0    | Prentiss Wolf     | Sumisión (rear-naked choke)        | Mainstream MMA 4: Epic                   | 6 de enero de 2007       | 1     | 2:30   | Cedar Rapids, Iowa        |                                                      |